# Jože Krivec
Jože Krivec, slovenski pesnik, pisatelj, urednik in kritik, * 16. marec 1916, Vareja, † 10. maj 1991, Buenos Aires.

## Življenjepis
Krivec se je rodil v Halozah. Po končani gimnaziji je na Pravni fakulteti v Ljubljani študiral pravo in tam leta 1943 doktoriral in bil nato v službi pri pokrajinski upravi. Maja 1945 je emigriral v Argentino in se tam zaposlil kot uradnik v industriji ter istočasno deloval v tamkajšnih kulturnih krogih.

## Literarno delo
Prve literarne prispevke z domačijsko snovjo rodnih Haloz je začel objavljati v literarnem mesečniku Dom in svet. Zgodnje novele je izdal v zbirki Dom med goricami (1942). V begunstvu je najprej v Italijanskem kraju Servigliano urejal revijo Svet in dom. Po prihodu v Argentino je bil dejaven v tamkajšnih kulturnih krogih. Objavljal je pesmi, novele, kritike in članke ter pripomogel k popularizaciji pesnika F. Balantiča, zlasti v antologiji Čez izaro (1951). V zdomski novelistiki je tradicionalno domačijstvo povezal z argentinskimi doživetji. Leta 1978 je v Buenos Airesu izšla njegova zbirka novel Pij fant, grenko pijačo.